# Lijst van staatshoofden en regeringsleiders in 2015
Deze lijst van staatshoofden en regeringsleiders in 2015 noemt de staatshoofden en regeringsleiders die in 2015 actief waren van de 193 landen die waren aangesloten bij de Verenigde Naties alsmede Kosovo, Palestina, Taiwan en Vaticaanstad.

## A
| Landsnaam          | Staatshoofd | Regeringsleider |
| ------------------ | --- | --- |
| Afghanistan        | President Ashraf Ghani | Voorzitter Abdullah Abdullah |
| Albanië            | President Bujar Nishani | Premier Edi Rama |
| Algerije           | President Abdelaziz Bouteflika | Premier Abdelmalek Sellal |
| Andorra            | Coprins Joan Enric Vives i Sicília Coprins François Hollande                                                                                       | Premier Antoni Martí (tot 23 maart en vanaf 1 april) Premier Gilbert Saboya Sunyé (waarnemend, van 23 maart tot 1 april)                           |
| Angola             | President José Eduardo dos Santos | President José Eduardo dos Santos |
| Antigua en Barbuda | Koningin Elizabeth II | Premier Gaston Browne |
| Argentinië         | President Cristina Fernández de Kirchner (tot 10 december) President Federico Pinedo (op 10 december) President Mauricio Macri (vanaf 10 december) | President Cristina Fernández de Kirchner (tot 10 december) President Federico Pinedo (op 10 december) President Mauricio Macri (vanaf 10 december) |
| Armenië            | President Serzj Sarkisian | Premier Hovik Abrahamian |
| Australië          | Koningin Elizabeth II | Premier Tony Abbott (tot 15 september) Premier Malcolm Turnbull (vanaf 15 september)                                                               |
| Azerbeidzjan       | President İlham Əliyev | Premier Artur Rasizade |

## B
| Landsnaam             | Staatshoofd | Regeringsleider |
| --------------------- | --- | --- |
| Bahama's              | Koningin Elizabeth II | Premier Perry Christie |
| Bahrein               | Koning Hamad bin Isa Al Khalifa | Premier Sheikh Khalifa ibn Salman Al Khalifa                                                                                       |
| Bangladesh            | President Abdul Hamid | Premier Sjeik Hasina Wajed |
| Barbados              | Koningin Elizabeth II | Premier Freundel Stuart |
| België                | Koning Filip | Premier Charles Michel |
| Belize                | Koningin Elizabeth II | Premier Dean Barrow |
| Benin                 | President Yayi Boni | Onbezet, positie ingevuld door de president (tot 18 juni) Premier Lionel Zinsou (vanaf 18 juni)                                    |
| Bhutan                | Koning Jigme Khesar Namgyel Wangchuk | Premier Tshering Tobgay |
| Bolivia               | President Evo Morales | President Evo Morales |
| Bosnië en Herzegovina | Drie-presidentschap: Dragan Čović (voorzitter vanaf 17 juli), Mladen Ivanić (voorzitter tot 17 juli), Bakir Izetbegović | Premier Vjekoslav Bevanda (tot 31 maart) Premier Denis Zvizdić (vanaf 31 maart)                                                    |
| Botswana              | President Ian Khama | President Ian Khama |
| Brazilië              | President Dilma Rousseff | President Dilma Rousseff |
| Brunei                | Premier Hassanal Bolkiah | Premier Hassanal Bolkiah |
| Bulgarije             | President Rosen Plevneliev | Premier Boyko Borisov |
| Burkina Faso          | President Michel Kafando (waarnemend, tot 17 september en van 23 september tot 29 december) Hoofd van de Nationale Raad voor Democratie Gilbert Diendéré (van 17 tot 23 september) President Roch Marc Christian Kaboré (vanaf 29 december) | Premier Isaac Zida (waarnemend, tot 17 en van 23 september tot 29 december) onbezet (van 17 tot 23 september en vanaf 29 december) |
| Burundi               | President Pierre Nkurunziza | President Pierre Nkurunziza |

## C
| Landsnaam                     | Staatshoofd                                  | Regeringsleider                                                           |
| ----------------------------- | -------------------------------------------- | ------------------------------------------------------------------------- |
| Cambodja                      | Koning Norodom Sihamoni                      | Premier Prins Hun Sen                                                     |
| Canada                        | Koningin Elizabeth II                        | Premier Stephen Harper (tot 4 november) Justin Trudeau (vanaf 4 november) |
| Centraal-Afrikaanse Republiek | President Catherine Samba-Panza (waarnemend) | Premier Mahamat Kamoun (waarnemend)                                       |
| Chili                         | President Michelle Bachelet                  | President Michelle Bachelet                                               |
| China                         | President Xi Jinping                         | Premier Li Keqiang                                                        |
| Colombia                      | President Juan Manuel Santos                 | President Juan Manuel Santos                                              |
| Comoren                       | President Ikililou Dhoinine                  | President Ikililou Dhoinine                                               |
| Congo-Brazzaville             | President Denis Sassou-Nguesso               | President Denis Sassou-Nguesso                                            |
| Congo-Kinshasa                | President Joseph Kabila                      | Premier Augustin Matata Ponyo                                             |
| Costa Rica                    | President Luis Guillermo Solís               | President Luis Guillermo Solís                                            |
| Cuba                          | President Raúl Castro                        | President Raúl Castro                                                     |
| Cyprus                        | President Nicos Anastasiades                 | President Nicos Anastasiades                                              |

## D
| Landsnaam              | Staatshoofd                   | Regeringsleider                                                                           |
| ---------------------- | ----------------------------- | ----------------------------------------------------------------------------------------- |
| Denemarken             | Koningin Margrethe II         | Premier Helle Thorning-Schmidt (tot 28 juni) Premier Lars Løkke Rasmussen (vanaf 28 juni) |
| Djibouti               | President Ismaïl Omar Guelleh | Premier Abdoulkader Kamil Mohamed                                                         |
| Dominica               | President Charles Savarin     | Premier Roosevelt Skerrit                                                                 |
| Dominicaanse Republiek | President Danilo Medina       | President Danilo Medina                                                                   |
| Duitsland              | President Joachim Gauck       | Bondskanselier Angela Merkel                                                              |

## E
| Landsnaam          | Staatshoofd                             | Regeringsleider                                                                      |
| ------------------ | --------------------------------------- | ------------------------------------------------------------------------------------ |
| Ecuador            | President Rafael Correa                 | President Rafael Correa                                                              |
| Egypte             | President Abdul Fatah al-Sisi           | Premier Ibrahim Mahlab (tot 19 september) Premier Sherif Ismail (vanaf 19 september) |
| El Salvador        | President Salvador Sánchez Cerén        | President Salvador Sánchez Cerén                                                     |
| Equatoriaal-Guinea | President Teodoro Obiang Nguema Mbasogo | Premier Vicente Ehate Tomi                                                           |
| Eritrea            | President Isaias Afewerki               | President Isaias Afewerki                                                            |
| Estland            | President Toomas Hendrik Ilves          | Premier Taavi Rõivas                                                                 |
| Ethiopië           | President Mulatu Teshome                | Premier Haile Mariam Desalegne                                                       |

## F
| Landsnaam  | Staatshoofd                                                                                    | Regeringsleider                                                         |
| ---------- | ---------------------------------------------------------------------------------------------- | ----------------------------------------------------------------------- |
| Fiji       | President Ratu Epeli Nailatikau (tot 12 november) President George Konrote (vanaf 12 november) | Premier Frank Bainimarama                                               |
| Filipijnen | President Benigno Aquino III                                                                   | President Benigno Aquino III                                            |
| Finland    | President Sauli Niinistö                                                                       | Premier Alexander Stubb (tot 29 mei) Premier Juha Sipilä (vanaf 29 mei) |
| Frankrijk  | President François Hollande                                                                    | Premier Manuel Valls                                                    |

## G
| Landsnaam     | Staatshoofd | Regeringsleider |
| ------------- | --- | --- |
| Gabon         | President Ali Bongo Ondimba                                                                                         | Premier Daniel Ona Ondo |
| Gambia        | President Yahya Jammeh                                                                                              | President Yahya Jammeh |
| Georgië       | President Giorgi Margvelasjvili                                                                                     | Premier Irakli Garibasjvili (tot 30 december) Premier Giorgi Kvirikasjvili (vanaf 30 december) |
| Ghana         | President John Dramani Mahama                                                                                       | President John Dramani Mahama |
| Grenada       | Koningin Elizabeth II                                                                                               | Premier Keith Mitchell |
| Griekenland   | President Karolos Papoulias (tot 13 maart) President Prokopis Pavlopoulos (vanaf 13 maart)                          | Premier Andonis Samaras (tot 26 januari) Premier Alexis Tsipras (van 26 januari tot 27 augustus en vanaf 21 september) Premier Vasiliki Thanou-Christofilou (waarnemend, van 27 augustus tot 21 september)                    |
| Guatemala     | President Otto Pérez Molina (tot 3 september) President Alejandro Maldonado Aguirre (waarnemend, vanaf 3 september) | President Otto Pérez Molina (tot 3 september) President Alejandro Maldonado Aguirre (waarnemend, vanaf 3 september) |
| Guinee        | President Alpha Condé                                                                                               | Premier Mohamed Said Fofana (tot 29 december) Premier Mamady Youla (vanaf 29 december) |
| Guinee-Bissau | President José Mário Vaz                                                                                            | Premier Domingos Simoes Pereira (tot 12 augustus) onbezet (van 12 augustus tot 20 augustus) Premier Baciro Djá (van 20 augustus tot 9 september) onbezet (van 9 tot 17 september) Premier Carlos Correia (vanaf 17 september) |
| Guyana        | President Donald Ramotar (tot 16 mei) President David Granger (vanaf 16 mei)                                        | Premier Sam Hinds (tot 20 mei) Premier Moses Nagamootoo (vanaf 20 mei) |

## H
| Landsnaam | Staatshoofd                      | Regeringsleider                                                                                        |
| --------- | -------------------------------- | --- |
| Haïti     | President Michel Martelly        | Premier Florence Duperval Guillaume (waarnemend, tot 16 januari) Premier Evans Paul (vanaf 16 januari) |
| Honduras  | President Juan Orlando Hernández | President Juan Orlando Hernández                                                                       |
| Hongarije | President János Áder             | Premier Viktor Orbán                                                                                   |

## I
| Landsnaam | Staatshoofd | Regeringsleider                                |
| --------- | --- | ---------------------------------------------- |
| Ierland   | President Michael D. Higgins | Taoiseach Enda Kenny                           |
| IJsland   | President Ólafur Ragnar Grímsson | Premier Sigmundur Davíð Gunnlaugsson           |
| India     | President Pranab Mukherjee | Premier Narendra Modi                          |
| Indonesië | President Joko Widodo | President Joko Widodo                          |
| Irak      | President Fuad Masum | Premier Haider al-Abadi                        |
| Iran      | Ayatollah Ali Khamenei President Hassan Rohani | Ayatollah Ali Khamenei President Hassan Rohani |
| Israël    | President Reuven Rivlin | Premier Benjamin Netanyahu                     |
| Italië    | President Giorgio Napolitano (tot 14 januari) President Pietro Grasso (waarnemend, van 14 januari tot 3 februari) President Sergio Mattarella (vanaf 3 februari) | Premier Matteo Renzi                           |
| Ivoorkust | President Alassane Ouattara | Premier Daniel Kablan Duncan                   |

## J
| Landsnaam | Staatshoofd                         | Regeringsleider               |
| --------- | ----------------------------------- | ----------------------------- |
| Jamaica   | Koningin Elizabeth II               | Premier Portia Simpson-Miller |
| Japan     | Keizer Akihito                      | Premier Shinzo Abe            |
| Jemen     | President Abd Rabbuh Mansur Al-Hadi | Premier Khaled Bahah          |
| Jordanië  | Koning Abdoellah II                 | Premier Abdullah Ensour       |

## K
| Landsnaam  | Staatshoofd                                                                                      | Regeringsleider                                                           |
| ---------- | ------------------------------------------------------------------------------------------------ | ------------------------------------------------------------------------- |
| Kaapverdië | President Jorge Carlos Fonseca                                                                   | Premier José Maria Neves                                                  |
| Kameroen   | President Paul Biya                                                                              | Premier Philémon Yang                                                     |
| Kazachstan | President Noersoeltan Nazarbajev                                                                 | Premier Karim Masimov                                                     |
| Kenia      | President Uhuru Kenyatta                                                                         | President Uhuru Kenyatta                                                  |
| Kirgizië   | President Almazbek Atambayev                                                                     | Premier Djoomart Otorbaev (tot 1 mei) Premier Temir Sariyev (vanaf 1 mei) |
| Kiribati   | President Anote Tong                                                                             | President Anote Tong                                                      |
| Koeweit    | Emir Sabah Al-Ahmad Al-Jaber Al-Sabah                                                            | Premier Jaber Al-Mubarak Al-Hamad Al-Sabah                                |
| Kosovo     | President Atifete Jahjaga                                                                        | Premier Isa Mustafa                                                       |
| Kroatië    | President Ivo Josipović (tot 19 februari) President Kolinda Grabar-Kitarović (vanaf 19 februari) | Premier Zoran Milanović                                                   |

## L
| Landsnaam                                                             | Staatshoofd                                                                     | Regeringsleider                                                                            |
| --------------------------------------------------------------------- | ------------------------------------------------------------------------------- | ------------------------------------------------------------------------------------------ |
| Laos                                                                  | President Choummaly Sayasone                                                    | Premier Thongsing Thammavong                                                               |
| Lesotho                                                               | Koning Letsie III                                                               | Premier Tom Thabane (tot 17 maart) Premier Pakalitha Mosisili (vanaf 17 maart)             |
| Letland                                                               | President Andris Bērziņš (tot 8 juli) President Raimonds Vējonis (vanaf 8 juli) | Premier Laimdota Straujuma                                                                 |
| Libanon                                                               | President Tammam Salam (waarnemend)                                             | Premier Tammam Salam                                                                       |
| Liberia                                                               | President Ellen Johnson Sirleaf                                                 | President Ellen Johnson Sirleaf                                                            |
| Libië (internationaal erkende regering, regerend vanuit Tobroek)      | Voorzitter van de Raad van Afgevaardigden Aguila Saleh Issa                     | Premier Abdullah al-Thani                                                                  |
| Libië (internationaal niet erkende regering, regerend vanuit Tripoli) | Voorzitter van het Algemeen Nationaal Congres Nouri Abusahmain                  | Premier Omar al-Hassi (tot 31 maart) Premier Khalifa al-Ghawi (waarnemend, vanaf 31 maart) |
| Liechtenstein                                                         | Prins Hans Adam II                                                              | Hoofd van de regering Adrian Hasler                                                        |
| Litouwen                                                              | President Dalia Grybauskaitė                                                    | Premier Algirdas Butkevičius                                                               |
| Luxemburg                                                             | Groothertog Hendrik                                                             | Premier Xavier Bettel                                                                      |

## M
| Landsnaam        | Staatshoofd | Regeringsleider |
| ---------------- | --- | --- |
| Macedonië        | President Gjorge Ivanov | Premier Nikola Gruevski |
| Madagaskar       | President Hery Rajaonarimampianina | Premier Roger Kolo (tot 17 januari) Premier Jean Ravelonarivo (vanaf 17 januari) |
| Malawi           | President Peter Mutharika | President Peter Mutharika |
| Malediven        | President Abdulla Yameen | President Abdulla Yameen |
| Maleisië         | Koning Abdul Halim van Kedah | Premier Najib Razak |
| Mali             | President Ibrahim Boubacar Keïta | Premier Moussa Mara (tot 9 januari) Premier Modibo Keita (vanaf 9 januari) |
| Malta            | President Marie-Louise Coleiro Preca | Premier Joseph Muscat |
| Marokko          | Koning Mohammed VI | Premier Abdelilah Benkirane |
| Marshalleilanden | President Christopher Loeak | President Christopher Loeak |
| Mauritanië       | President Mohamed Ould Abdel Aziz | Premier Yahya Ould Hademine |
| Mauritius        | President Kailash Purryag (tot 29 mei) President Monique Ohsan Bellepeau (waarnemend, van 29 mei tot 5 juni) President Ameenah Gurib-Fakim (vanaf 5 juni) | Premier Anerood Jugnauth |
| Mexico           | President Enrique Peña Nieto | President Enrique Peña Nieto |
| Micronesië       | President Manny Mori (tot 11 mei) President Peter Christian (vanaf 11 mei)                                                                                | President Manny Mori (tot 11 mei) President Peter Christian (vanaf 11 mei) |
| Moldavië         | President Nicolae Timofti | Premier Iurie Leancă (tot 18 februari) Premier Chiril Gaburici (van 18 februari tot 22 juni) Premier Natalia Gherman (waarnemend, van 22 juni tot 30 juli) Premier Valeriu Streleț (van 30 juli tot 30 oktober) Premier Gheorghe Brega (waarnemend, vanaf 30 oktober) |
| Monaco           | Prins Albert II | Minister van Staat Michel Roger (tot 16 december) Minister van Staat Gilles Tonelli (waarnemend, vanaf 16 december) |
| Mongolië         | President Tsahiagiin Elbegdorzj | Premier Chimediin Saikhanbileg |
| Montenegro       | President Filip Vujanović | Premier Milo Đukanović |
| Mozambique       | President Armando Guebuza (tot 15 januari) President Filipe Nyusi (vanaf 15 januari)                                                                      | Premier Alberto Vaquina (tot 17 januari) Premier Carlos Agostinho do Rosário (vanaf 17 januari) |
| Myanmar          | President Thein Sein | President Thein Sein |

## N
| Landsnaam                  | Staatshoofd                                                                                   | Regeringsleider                                                                      |
| -------------------------- | --------------------------------------------------------------------------------------------- | ------------------------------------------------------------------------------------ |
| Namibië                    | President Hifikepunye Pohamba (tot 21 maart) President Hage Geingob (vanaf 21 maart)          | Premier Hage Geingob (tot 21 maart) Premier Saara Kuugongelwa (vanaf 21 maart)       |
| Nauru                      | President Baron Waqa                                                                          | President Baron Waqa                                                                 |
| Koninkrijk der Nederlanden | Koning Willem-Alexander                                                                       | Minister-president Mark Rutte                                                        |
| Nepal                      | President Ram Baran Yadav (tot 29 oktober) President Bidhya Devi Bhandari (vanaf 29 oktober)  | Premier Sushil Koirala (tot 12 oktober) Premier Khadga Prasad Oli (vanaf 12 oktober) |
| Nicaragua                  | President Daniel Ortega                                                                       | President Daniel Ortega                                                              |
| Nieuw-Zeeland              | Koningin Elizabeth II                                                                         | Premier John Key                                                                     |
| Niger                      | President Mahamadou Issoufou                                                                  | Premier Brigi Rafini                                                                 |
| Nigeria                    | President Goodluck Jonathan (tot 29 mei) President Muhammadu Buhari (vanaf 29 mei)            | President Goodluck Jonathan (tot 29 mei) President Muhammadu Buhari (vanaf 29 mei)   |
| Noord-Korea                | Eeuwig president wijlen Kim Il-sung Voorzitter van de Nationale Defensiecommissie Kim Jong-un | Premier Pak Pong-ju                                                                  |
| Noorwegen                  | Koning Harald V                                                                               | Premier Erna Solberg                                                                 |

## O
| Landsnaam   | Staatshoofd                    | Regeringsleider                                                                         |
| ----------- | ------------------------------ | --------------------------------------------------------------------------------------- |
| Oeganda     | President Yoweri Museveni      | Premier Ruhakana Rugunda                                                                |
| Oekraïne    | President Petro Porosjenko     | Premier Arseni Jatsenjoek                                                               |
| Oezbekistan | President Islom Karimov        | Premier Shavkat Mirziyoyev                                                              |
| Oman        | Sultan Qaboes bin Said Al Said | Sultan Qaboes bin Said Al Said                                                          |
| Oost-Timor  | President Taur Matan Ruak      | Premier Xanana Gusmão (tot 16 februari) Premier Rui Maria de Araújo (vanaf 16 februari) |
| Oostenrijk  | Bondspresident Heinz Fischer   | Kanselier Werner Faymann                                                                |

## P
| Landsnaam           | Staatshoofd                                                                               | Regeringsleider                                                               |
| ------------------- | ----------------------------------------------------------------------------------------- | ----------------------------------------------------------------------------- |
| Pakistan            | President Mamnoon Hussain                                                                 | Premier Nawaz Sharif                                                          |
| Palau               | President Tommy Remengesau                                                                | President Tommy Remengesau                                                    |
| Palestina           | President Mahmoud Abbas                                                                   | Premier Rami Hamdallah                                                        |
| Panama              | President Juan Carlos Varela                                                              | President Juan Carlos Varela                                                  |
| Papoea-Nieuw-Guinea | Koningin Elizabeth II                                                                     | Premier Peter O'Neill                                                         |
| Paraguay            | President Horacio Cartes                                                                  | President Horacio Cartes                                                      |
| Peru                | President Ollanta Humala                                                                  | Premier Ana Jara (tot 2 april) Premier Pedro Cateriano (vanaf 2 april)        |
| Polen               | President Bronisław Komorowski (tot 6 augustus) President Andrzej Duda (vanaf 6 augustus) | Premier Ewa Kopacz (tot 16 november) Premier Beata Szydło (vanaf 16 november) |
| Portugal            | President Aníbal Cavaco Silva                                                             | Premier Pedro Passos Coelho                                                   |

## Q
| Landsnaam | Staatshoofd                   | Regeringsleider                                  |
| --------- | ----------------------------- | ------------------------------------------------ |
| Qatar     | Emir Tamim bin Hamad al-Thani | Premier Abdullah bin Nasser bin Khalifa al-Thani |

## R
| Landsnaam | Staatshoofd               | Regeringsleider |
| --------- | ------------------------- | --- |
| Roemenië  | President Klaus Iohannis  | Premier Victor Ponta (tot 22 juni en van 9 juli tot 5 november) Premier Gabriel Oprea (waarnemend, van 22 juni tot 9 juli) Premier Sorin Cîmpeanu (waarnemend, van 5 tot 17 november) Premier Dacian Cioloș (vanaf 17 november) |
| Rusland   | President Vladimir Poetin | Premier Dmitri Medvedev |
| Rwanda    | President Paul Kagame     | Premier Anastase Murekezi |

## S
| Landsnaam                      | Staatshoofd | Regeringsleider |
| ------------------------------ | --- | --- |
| Saint Kitts en Nevis           | Koningin Elizabeth II | Premier Denzil Douglas (tot 18 februari) Premier Timothy Harris (vanaf 18 februari) |
| Saint Lucia                    | Koningin Elizabeth II | Premier Kenny Anthony |
| Saint Vincent en de Grenadines | Koningin Elizabeth II | Premier Ralph Gonsalves |
| Salomonseilanden               | Koningin Elizabeth II | Premier Manasseh Sogavare |
| Samoa                          | O le Ao o le Malo Tufuga Efi | Premier Tuilaepa Aiono Sailele Malielegaoi |
| San Marino                     | Kapitein-regenten Gianfranco Terenzi en Guerrino Zanotti (tot 1 april) Kapitein-regenten Andrea Belluzzi en Roberto Venturini (van 1 april tot 1 oktober) Kapitein-regenten Lorella Stefanelli en Nicola Renzi (vanaf 1 oktober) | Kapitein-regenten Gianfranco Terenzi en Guerrino Zanotti (tot 1 april) Kapitein-regenten Andrea Belluzzi en Roberto Venturini (van 1 april tot 1 oktober) Kapitein-regenten Lorella Stefanelli en Nicola Renzi (vanaf 1 oktober) |
| Saoedi-Arabië                  | Koning Abdoellah bin Abdoel Aziz al-Saoed (tot 23 januari) Koning Salman bin Abdoel Aziz al-Saoed (vanaf 23 januari) | Koning Abdoellah bin Abdoel Aziz al-Saoed (tot 23 januari) Koning Salman bin Abdoel Aziz al-Saoed (vanaf 23 januari) |
| Sao Tomé en Principe           | President Manuel Pinto da Costa | Premier Patrice Trovoada |
| Senegal                        | President Macky Sall | Premier Mohammed Dionne |
| Servië                         | President Tomislav Nikolić | Premier Aleksandar Vučić |
| Seychellen                     | President James Michel | President James Michel |
| Sierra Leone                   | President Ernest Bai Koroma | President Ernest Bai Koroma |
| Singapore                      | President Tony Tan Keng Yam | Premier Lee Hsien Loong |
| Slovenië                       | President Borut Pahor | Premier Miro Cerar |
| Slowakije                      | President Andrej Kiska | Premier Robert Fico |
| Soedan                         | President Omar al-Bashir | President Omar al-Bashir |
| Somalië                        | President Mohamed Abdullahi Mohamed | Premier Hassan Ali Khayre |
| Spanje                         | Koning Felipe VI | Premier Mariano Rajoy Brey |
| Sri Lanka                      | President Mahinda Rajapaksa (tot 9 januari) President Maithripala Sirisena (vanaf 9 januari) | Premier D. M. Jayaratne (tot 9 januari) Premier Ranil Wickremesinghe (vanaf 9 januari) |
| Suriname                       | President Desi Bouterse | President Desi Bouterse |
| Swaziland                      | Koning Mswati III | Premier Barnabas Sibusiso Dlamini |
| Syrië                          | President Bashar al-Assad | Premier Wael Nader Al-Halqi |

## T
| Landsnaam          | Staatshoofd                                                                          | Regeringsleider                                                                           |
| ------------------ | ------------------------------------------------------------------------------------ | ----------------------------------------------------------------------------------------- |
| Tadzjikistan       | President Emomalii Rachmon                                                           | Premier Kokhir Rasulzoda                                                                  |
| Taiwan             | President Ma Ying-jeou                                                               | Premier Mao Chi-kuo                                                                       |
| Tanzania           | President Jakaya Kikwete (tot 5 november) President John Magufuli (vanaf 5 november) | Premier Mizengo Pinda (tot 19 november) Premier Kassim Majaliwa (vanaf 19 november)       |
| Thailand           | Koning Bhumibol Adulyadej                                                            | Premier Prayuth Chan-o-cha                                                                |
| Togo               | President Faure Eyadéma Gnassingbé                                                   | Premier Kwesi Ahoomey-Zunu (tot 10 juni) Premier Komi Sélom Klassou (vanaf 10 juni)       |
| Tonga              | Koning Tupou VI                                                                      | Premier ʻAkilisi Pohiva                                                                   |
| Trinidad en Tobago | President Anthony Carmona                                                            | Premier Kamla Persad-Bissessar (tot 9 september) Premier Keith Rowley (vanaf 9 september) |
| Tsjaad             | President Idriss Déby                                                                | Premier Kalzeubet Pahimi Deubet                                                           |
| Tsjechië           | President Miloš Zeman                                                                | Premier Bohuslav Sobotka                                                                  |
| Tunesië            | President Beji Caid Essebsi                                                          | Premier Mehdi Jomaa (tot 6 februari) Premier Habib Essid (vanaf 6 februari)               |
| Turkije            | President Recep Tayyip Erdoğan                                                       | Premier Ahmet Davutoğlu                                                                   |
| Turkmenistan       | President Gurbanguly Berdimuhamedow                                                  | President Gurbanguly Berdimuhamedow                                                       |
| Tuvalu             | Koningin Elizabeth II                                                                | Premier Enele Sopoaga                                                                     |

## U
| Landsnaam | Staatshoofd                                                                  | Regeringsleider                                                              |
| --------- | ---------------------------------------------------------------------------- | ---------------------------------------------------------------------------- |
| Uruguay   | President José Mujica (tot 1 maart) President Tabaré Vázquez (vanaf 1 maart) | President José Mujica (tot 1 maart) President Tabaré Vázquez (vanaf 1 maart) |

## V
| Landsnaam                    | Staatshoofd                                  | Regeringsleider                                                       |
| ---------------------------- | -------------------------------------------- | --------------------------------------------------------------------- |
| Vanuatu                      | President Baldwin Lonsdale                   | Premier Joe Natuman (tot 11 juni) Premier Sato Kilman (vanaf 11 juni) |
| Vaticaanstad                 | Paus Franciscus                              | Voorzitter van de Pauselijke Commissie Giuseppe Bertello              |
| Venezuela                    | President Nicolás Maduro                     | President Nicolás Maduro                                              |
| Verenigde Arabische Emiraten | President Sjeik Khalifa bin Zayed Al Nahayan | Premier Mohammed bin Rasjid Al Maktoem                                |
| Verenigd Koninkrijk          | Koningin Elizabeth II                        | Premier David Cameron                                                 |
| Verenigde Staten             | President Barack Obama                       | President Barack Obama                                                |
| Vietnam                      | President Trương Tấn Sang                    | Premier Nguyễn Tấn Dũng                                               |

## W
| Landsnaam   | Staatshoofd                     | Regeringsleider         |
| ----------- | ------------------------------- | ----------------------- |
| Wit-Rusland | President Aleksandr Loekasjenko | Premier Andrei Kobyakov |

## Z
| Landsnaam   | Staatshoofd | Regeringsleider |
| ----------- | --- | --- |
| Zambia      | President Guy Scott (waarnemend, tot 25 januari) President Edgar Lungu (vanaf 25 januari) | President Guy Scott (waarnemend, tot 25 januari) President Edgar Lungu (vanaf 25 januari) |
| Zimbabwe    | President Robert Mugabe | President Robert Mugabe |
| Zuid-Afrika | President Jacob Zuma | President Jacob Zuma |
| Zuid-Korea  | President Park Geun-hye | Premier Chung Hong-won (tot 17 februari) Premier Lee Wan-koo (van 17 februari tot 27 april) Premier Choi Kyoung-hwan (waarnemend, van 27 april tot 18 juni) Premier Hwang Kyo-ahn (vanaf 18 juni)                      |
| Zuid-Soedan | President Salva Kiir Mayardit | President Salva Kiir Mayardit |
| Zweden      | Koning Karel XVI Gustaaf | Premier Stefan Löfven |
| Zwitserland | Bondsraad met als leden: Alain Berset, Doris Leuthard, Didier Burkhalter, Ueli Maurer, Johann Schneider-Ammann, Simonetta Sommaruga (bondspresident vanaf 1 januari), Eveline Widmer-Schlumpf (tot en met 31 december) | Bondsraad met als leden: Alain Berset, Doris Leuthard, Didier Burkhalter, Ueli Maurer, Johann Schneider-Ammann, Simonetta Sommaruga (bondspresident vanaf 1 januari), Eveline Widmer-Schlumpf (tot en met 31 december) |